# Elecciones municipales de Cuenca de 2019
Las elecciones municipales de Cuenca de 2019 hacen referencia al proceso electoral que se llevó a cabo el 24 de marzo de dicho año con el fin de designar a las autoridades locales para el período 2019-2023. Se elegirá un alcalde y 15 concejales (cinco por el distrito 1, cinco por el distrito 2 y cinco por la zona rural).

## Preparación
El Consejo Nacional Electoral definió el calendario electoral para las seccionales de 2019, que se desarrollarán el 24 de marzo de 2019. La convocatoria se desarrollará el 21 de noviembre de 2018, las inscripciones hasta el 22 de diciembre y la campaña electoral será del 5 de febrero al 21 de marzo de 2019. La posesión de las nuevas autoridades está prevista para el 14 de mayo de 2019.
En esta ocasión, a diferencia de las dos elecciones anteriores, el alcalde y los concejales serán elegidos para un período de cuatro años.

### Precandidaturas Retiradas
| Lista | Logo            | Partido / Movimiento                                                         | Precandidato a la alcaldía | Fecha de Renuncia                       | Razón                                                                   | Ref         |
| ----- | --------------- | ---------------------------------------------------------------------------- | -------------------------- | --------------------------------------- | ----------------------------------------------------------------------- | ----------- |
| 3 7   |                 | Partido Sociedad Patriótica Adelante Ecuatoriano Adelante                    | Teófilo Pérez              | 7 de noviembre del 2018                 | Desacuerdos Partidistas                                                 | [ 5 ]       |
| 18    |                 | Pachakutik                                                                   | Yaku Pérez Guartambel      | 13 de diciembre del 2018                | Candidato a Prefectura de Azuay                                         | [ 6 ]       |
| 21    |                 | Movimiento CREO                                                              | Esteban Bernal             | 12 de diciembre del 2018                | Candidato a Prefectura de Azuay Endosa la candidatura a Marcelo Cabrera | [ 7 ]       |
| 33 62 |                 | Movimiento Nacional Juntos Podemos Movimiento Participa - Democracia Radical | Darío Ordóñez              | 14 de diciembre del 2018                | Endosa la candidatura a Paúl Carrasco                                   | [ 8 ] [ 9 ] |
| 33 62 | Dora Ordóñez    | Movimiento Nacional Juntos Podemos Movimiento Participa - Democracia Radical |                            | 14 de diciembre del 2018                | Endosa la candidatura a Paúl Carrasco                                   | [ 8 ] [ 9 ] |
| 33 62 | Cristian Zamora | Movimiento Nacional Juntos Podemos Movimiento Participa - Democracia Radical |                            | 14 de diciembre del 2018                | Endosa la candidatura a Paúl Carrasco                                   | [ 8 ] [ 9 ] |
| 33 62 | Diego Monsalve  | Movimiento Nacional Juntos Podemos Movimiento Participa - Democracia Radical |                            | 14 de diciembre del 2018                | Endosa la candidatura a Paúl Carrasco                                   | [ 8 ] [ 9 ] |
| 35    |                 | Alianza País                                                                 | Xavier Enderica            | 18 de julio de 2018                     | Descartó su candidatura                                                 | [ 10 ]      |
| 35    | Paúl Granda     | Alianza País                                                                 | 21 de diciembre de 2018    | Movimiento decide no postular candidato | [ 11 ] [ 12 ] [ 13 ] [ 14 ] [ 15 ]                                      |             |
| 35    | Boris Palacios  | Alianza País                                                                 | 21 de diciembre de 2018    | Movimiento decide no postular candidato | [ 16 ]                                                                  |             |
| 35    | Diego Fajardo   | Alianza País                                                                 | 21 de diciembre de 2018    | Movimiento decide no postular candidato | [ 16 ]                                                                  |             |
| 35    | Mónica Quezada  | Alianza País                                                                 | 21 de diciembre de 2018    | Movimiento decide no postular candidato | [ 16 ]                                                                  |             |

## Candidatos a la Alcaldía
| Lista | Logo | Partido / Movimiento | Candidato                 | Cargos Previos                                     | Ref                        |
| ----- | ---- | --- | ------------------------- | -------------------------------------------------- | -------------------------- |
| 3     |      | Partido Sociedad Patriótica                                                                                                  | Juan Campoverde Duran     | Abogado                                            | [ 17 ] [ 18 ]              |
| 4 20  |      | Azuay el Futuro que Soñamos Conformado por: - Movimiento Ecuatoriano Unido - Democracia Sí                                   | Pedro Palacios Ullauri    | Gerente General de Utilesa Cia. Ltda.              | [ 19 ] [ 20 ] [ 21 ]       |
| 5     |      | Fuerza Compromiso Social | Gustavo Jara Espinosa     | Abogado                                            | [ 22 ] [ 20 ]              |
| 7     |      | Adelante Ecuatoriano Adelante                                                                                                | Jaime Rodas Rodas         | Empresario                                         | [ 17 ]                     |
| 8     |      | Partido Avanza | César Piedra Landivar     | Arquitecto y Dirigente Social                      | [ 19 ] [ 20 ]              |
| 9     |      | Movimiento Libertad es Pueblo                                                                                                | Norma Illares Muñoz       | Concejala de Cuenca (2009-2018)                    | [ 19 ] [ 20 ]              |
| 11 61 |      | Justicia con Conciencia Ciudadana Conformado por: - Movimiento Justicia Social - Movimiento Conciencia Ciudadana Democrática | Lauro López Bustamante    | Asambleísta Constituyente (1997-1998)              | [ 20 ]                     |
| 19    |      | Unión Ecuatoriana | Brandon Tenesaca Chacon   | Director del Centro de Integración Inculcar        | [ 23 ]                     |
| 33 62 |      | Juntos por el Futuro Conformado por: - Movimiento Nacional Juntos Podemos - Movimiento Participa - Democracia Radical        | Paúl Carrasco Carpio      | Prefecto del Azuay (2005-2018)                     | [ 8 ] [ 11 ] [ 12 ] [ 14 ] |
| 51    |      | Concertación | Tarquino Orellana Serrano | Concejal de Cuenca (2009-2014)                     | [ 23 ]                     |
| 82 21 |      | Movimiento Iguadad Movimiento CREO                                                                                           | Marcelo Cabrera Palacios  | Alcalde de Cuenca (2004-2009) / (2014-en el Cargo) | [ 16 ] [ 24 ]              |
| 104   |      | Movimiento Contigo | Jaime Astudillo Romero    | Rector de la Universidad de Cuenca (2000-2011)     | [ 13 ]                     |
| 107   |      | Movimiento Renace | Jefferson Pérez Quezada   | Empresario                                         | [ 13 ] [ 16 ]              |

## Sondeos de Intención de Voto

### 2018
| Fecha         | Fuente       | Jefferson Pérez | Marcelo Cabrera | Paúl Carrasco | Fernando Cordero Cueva | Esteban Bernal | Tarquino Orellana | Jaime Astudillo | Rayner Ortiz | Leonardo Berrezueta |
| ------------- | ------------ | --------------- | --------------- | ------------- | ---------------------- | -------------- | ----------------- | --------------- | ------------ | ------------------- |
| 11-12/08/2018 | Click Report | 22,6%           | 15%             | 12,6%         | 9,7%                   | 9,5%           | 1,8%              | 0,8%            | -            | -                   |
| 5-6-7/10/2018 | Click Report | 27%             | 15%             | 14,7%         | 4,8%                   | 9,7%           | 1,1%              | 1,8%            | 1,6%         | 2,4%                |

### 2019
| Fecha         | Fuente                  | Jefferson Pérez | Marcelo Cabrera | Paúl Carrasco | Jaime Astudillo | Norma Illares | César Piedra | Gustavo Jara | Tarquino Orellana | Pedro Palacios | Juan Campoverde | Lauro López | Brandon Tenesaca | Jaime Rodas | Otros candidatos |
| ------------- | ----------------------- | --------------- | --------------- | ------------- | --------------- | ------------- | ------------ | ------------ | ----------------- | -------------- | --------------- | ----------- | ---------------- | ----------- | ---------------- |
| 12-15/01/2019 | Opinión pública Ecuador | 24,0%           | 31,4%           | 7,2%          | 2,3%            | 1,9%          | 1,6%         | 1,5%         | 1,1%              | 0,6%           | 0,4%            | 0,3%        | 0,2%             | 0,0%        | -                |
| 12-16/01/2019 | Click Report            | 20,0%           | 19,2%           | 11,8%         | -               | -             | -            | -            | -                 | -              | -               | -           | -                | -           | 12,9%            |
| 9-16/02/2019  | Eureknow                | 19,9%           | 25,2%           | 15,6%         | 5,4%            | 1,2%          | 1,7%         | 8,8%         | 4,5%              | 4,4%           | 0,5%            | 0,7%        | 0,5%             | 0,8%        | -                |
| 16-17/02/2019 | Market                  | 21,1%           | 23,2%           | 25,8%         | -               | -             | 2,1%         | 2,4%         | -                 | -              | -               | -           | -                | -           | -                |
| 23-25/02/2019 | Opinión pública Ecuador | 16,3%           | 27,5%           | 14,8%         | 3,0%            | 1,3%          | 1,2%         | 3,5%         | 0,8%              | 4,4%           | 0,3%            | 0,2%        | 0,1%             | 0,1%        | -                |
| 23-26/02/2019 | Click Report            | 23,7%           | 21,3%           | 12,6%         | -               | -             | 3,1%         | -            | -                 | -              | -               | -           | -                | -           | 10,5%            |
| 23-25/02/2019 | CEDATOS                 | 12,2%           | 26,6%           | 17,9%         | 0,8%            | 2,4%          | -            | 3,3%         | -                 | -              | 0,8             | -           | -                | -           | -                |

## Resultados

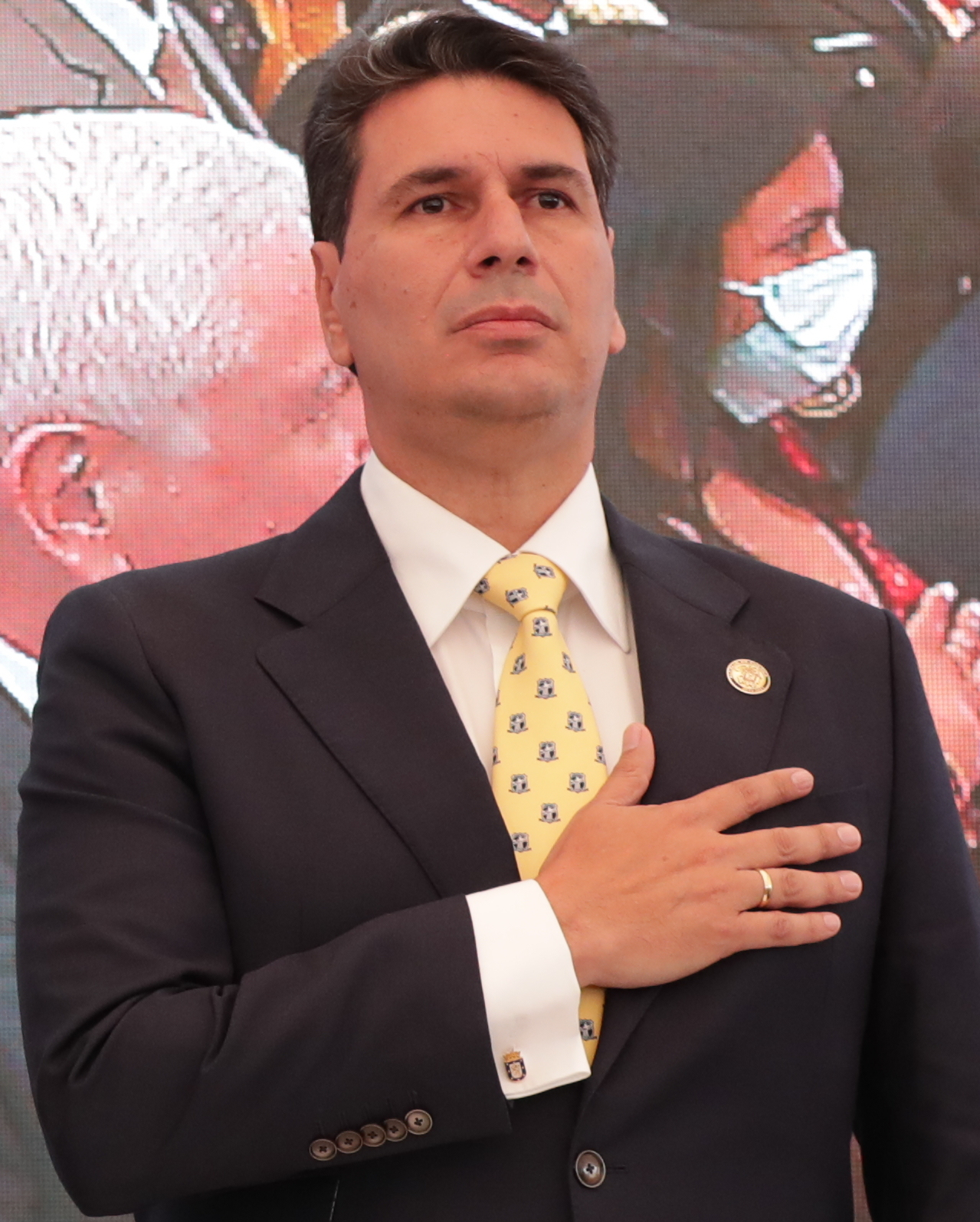
Pedro Palacios, Alcalde de Cuenca electo.

### Alcaldía
| Lista | Partido / Movimiento               | Candidato             | Votos | %      |
| ----- | ---------------------------------- | --------------------- | ----- | ------ |
| 4 20  | Azuay El Futuro que Soñamos        | Pedro Palacios        | 88882 | 28,06% |
| 107   | Movimiento Renace                  | Jefferson Pérez       | 70337 | 22,20% |
| 82 21 | Movimiento Iguadad Movimiento CREO | Marcelo Cabrera       | 62607 | 19,45% |
| 33 62 | Juntos por el Futuro               | Paúl Carrasco         | 46123 | 14,56% |
| 5     | Fuerza Compromiso Social           | Gustavo Jara          | 27242 | 8,60%  |
| 9     | Movimiento Libertad es Pueblo      | Norma Illares         | 5499  | 1,74%  |
| 104   | Movimiento Contigo                 | Jaime Astudillo       | 5073  | 1,60%  |
| 51    | Concertación                       | Tarquino Orellana     | 3507  | 1,11%  |
| 8     | Partido Avanza                     | César Piedra Landivar | 2840  | 0,90%  |
| 11 61 | Justicia con Conciencia Social     | Lauro López           | 2399  | 0,76%  |
| 3     | Partido Sociedad Patriótica        | Juan Campoverde       | 1360  | 0,43%  |
| 7     | Adelante Ecuatoriano Adelante      | Jaime Rodas           | 1017  | 0,32%  |
| 19    | Unión Ecuatoriana                  | Brandon Tenesaca      | 896   | 0,28%  |

### Nómina de concejales cantonales electos

#### Distrito Urbano Norte
| Partido / Movimiento                                                         | Candidato       |
| ---------------------------------------------------------------------------- | --------------- |
| Fuerza Compromiso Social                                                     | Iván Abril      |
| Movimiento Iguadad Movimiento CREO                                           | Xavier Barrera  |
| Movimiento Renace                                                            | Omar Álvarez    |
| Movimiento Ecuatoriano Unido Democracia Sí                                   | Fabián Ledesma  |
| Movimiento Nacional Juntos Podemos Movimiento Participa - Democracia Radical | Cristian Zamora |

#### Distrito Urbano Sur
| Partido / Movimiento                       | Candidato       |
| ------------------------------------------ | --------------- |
| Movimiento Iguadad Movimiento CREO         | Alfredo Aguilar |
| Movimiento Iguadad Movimiento CREO         | Paola Flores    |
| Movimiento Renace                          | Andrés Ugalde   |
| Fuerza Compromiso Social                   | Roque Ordóñez   |
| Movimiento Ecuatoriano Unido Democracia Sí | Pablo Burbano   |

#### Distrito Rural
| Partido / Movimiento                                                         | Candidato        |
| ---------------------------------------------------------------------------- | ---------------- |
| Movimiento Renace                                                            | Diego Morales    |
| Movimiento Renace                                                            | Marisol Peñaloza |
| Movimiento Iguadad Movimiento CREO                                           | Daniel García    |
| Fuerza Compromiso Social                                                     | José Fajardo     |
| Movimiento Nacional Juntos Podemos Movimiento Participa - Democracia Radical | Gustavo Duche    |